# Jalebi

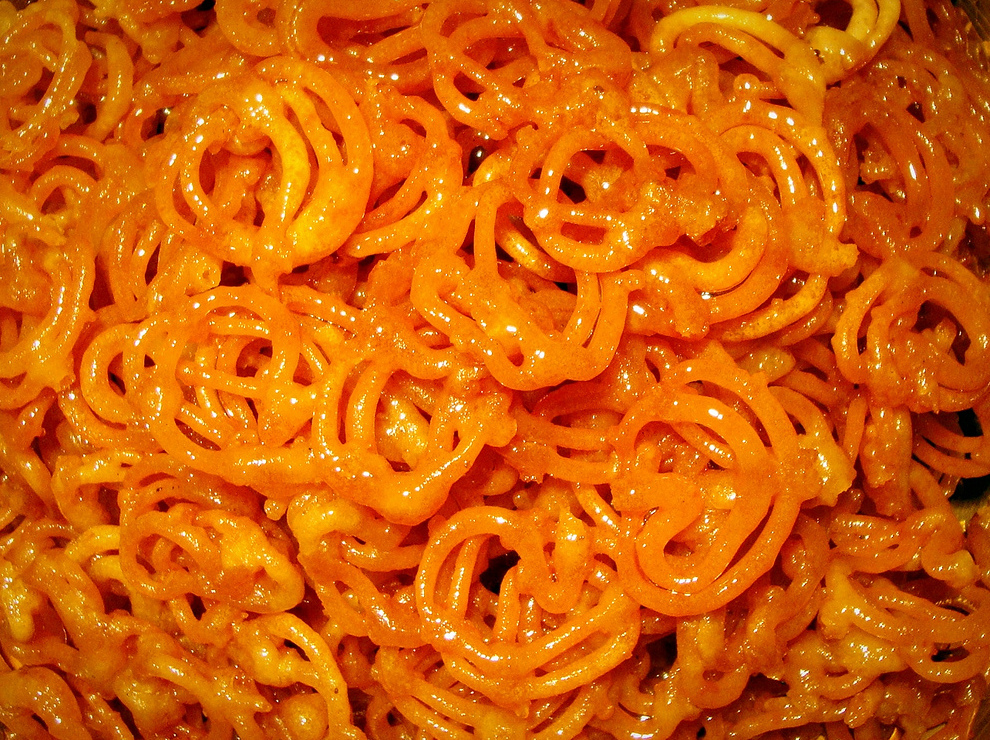
Jalebi in Jaipur, Rajasthan (India)

Jalebi (Hindi: जलेबिक 'jalebik' ; Arabisch: زلابية ‘zalābiya’) is een gefrituurde lekkernij die meestal als dessert wordt gegeten. Jalebi wordt vooral geconsumeerd in landen in Noord-Afrika, het Midden-Oosten en Zuid-Azië. In België en Nederland wordt het geserveerd als dessert in Indiase, Pakistaanse en Surinaamse restaurants.
Het dessert kan zowel warm als koud geserveerd worden. Jalebi heeft een taaie textuur met een gekristalliseerde suikerachtige buitenkant.  Soms wordt citroenzuur of limoensap aan de siroop toegevoegd, evenals rozenwater.